# Чапчахов Лазар Сергійович
Лазар Сергійович Чапчахов (6 березня 1911 — 13 квітня 1942) — радянський військовий льотчик, Герой Радянського Союзу (1945, посмертно). Брав участь у радянсько-фінській та пізніше у німецько-радянській війні. Батальйонний комісар ескадрильї.

## Біографія
Народився 6 березня 1911 року в селі Великі Сали (тепер в межах М'ясниковського району, Ростовської обл. РФ) у селянській родині. Вірменин. Закінчив 9 класів. Працював електриком на будівництві Ростсільмашу.
У РСЧА з 1933 року. В 1934 році закінчив Ворошиловградську військову авіаційну школу пілотів, пізніше також курси комісарів при Харківській військовій авіаційній школі пілотів. Член ВКП(б) з 1937 року.
Брав участь у Радянсько-фінській війні у 1939-40 роках.
На фронті Німецько-радянської війни з червня 1941 року. Військовий комісар ескадрильї 38-го окремого винищувального авіаційного полку Північно-Західний фронт батальйонний комісар Л.Чапчахов здійснив 268 бойових вильотів, в 59 повітряних боях особисто збив 8 і у складі групи 19 літаків противника. 13 квітня 1942 року загинув при виконанні бойового завдання. Похований в смт Крестци (Новгородська область РФ).

## Нагороди та звання
21 липня 1942 року Л. С. Чапчахову посмертно присвоєно звання Героя Радянського Союзу.
Нагороджений також:
- двома орденами Леніна
- орденом Червоної Зірки